# Interferòmetre

Esquema d'un interferòmetre de Jamin.

L'interferòmetre és un instrument de mesura que utilitza la interferència de les ones de llum per mesurar amb gran precisió longituds d'ona de la llum mateixa. Hi ha molts tipus d'interferòmetres, en tots ells s'utilitzen dos feixos de llum que recorren dues trajectòries òptiques diferents, determinades per un sistema de miralls i plaques que, finalment, convergeixen per formar un patró d'interferència.

## Usos

### Mesura de la longitud d'ona de la llum
Per mesurar la longitud d'ona d'un raig de llum monocromàtica s'utilitza un interferòmetre disposat de tal manera que un mirall situat a la trajectòria d'un dels feixos de llum pot desplaçar una distància petita, que pot mesurar-se amb precisió, de manera que és possible modificar la trajectòria òptica del feix. Quan es desplaça el mirall una distància igual a la meitat de la longitud d'ona de la llum, es produeix un cicle complet de canvis en les franges d'interferència. La longitud d'ona es calcula mesurant el nombre de cicles que tenen lloc quan es mou el mirall una distància determinada.

### Mesura de distàncies
Quan es coneix la longitud d'ona de la llum emprada, poden mesurar distàncies petites en la trajectòria òptica analitzant les interferències produïdes. Aquesta tècnica s'empra, per exemple, per mesurar el contorn de la superfície dels miralls dels telescopis.

### Mesura d'índexs de refracció
Els índexs de refracció d'una substància també poden mesurar-se amb un interferòmetre, i es calculen a partir del desplaçament en les franges d'interferència causat pel retard del feix.

### Astronomia

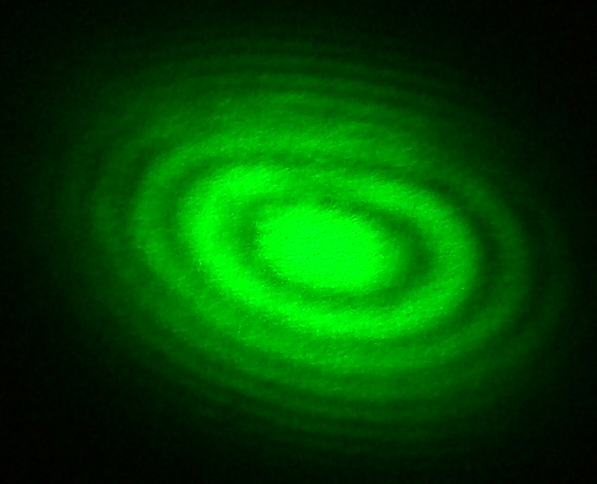
Imatge obtinguda amb un interferòmetre de Michelson utilitzant llum làser.

A astronomia el principi de l'interferòmetre també s'empra per mesurar el diàmetre d'estrelles grans relativament properes com, per exemple, Betelgeuse. Com els interferòmetres moderns poden mesurar angles extremadament petits, s'empren-també en aquest cas en estrelles gegants properes-per obtenir imatges de variacions de la brillantor en la superfície d'aquestes estrelles. Recentment ha estat possible, fins i tot, detectar la presència de planetes fora del sistema solar a través del mesurament de petites variacions en la trajectòria de les estrelles. El principi de l'interferòmetre s'ha estès a altres longituds d'ona i en l'actualitat està generalitzat el seu ús a radioastronomia.

### L'experiment de Michelson-Morley
Amb l'interferòmetre es va realitzar un dels experiments més famosos de la història de la física, amb el qual ambdós investigadors van intentar mesurar la velocitat de la Terra en el supòsit èter luminífer. En aquest experiment es va trobar que la velocitat de la llum en el buit és constant, independent de l'observador, el que és un dels postulats de la Teoria de la Relativitat Especial d'Albert Einstein. Veure interferòmetre de Michelson.